# Джексон, Бэрри
Бэ́рри Дже́ксон (англ. Barry Jackson; 29 марта 1938, Бирмингем — 5 декабря 2013, Лондон) — британский актёр театра и кино.

## Биография
Джексон родился в Бирмингеме.  Его отец работал в компании British Motor Corporation в Лонгбридже. Родители назвали его в честь театрального режиссёра сэра Бэрри Джексона.
Самой известной ролью Джексона является роль патологоанатома Джорджа Балларда в телесериале «Чисто английские убийства». В 1965—1979 годах Джексон снимался в телесериале «Доктор Кто».
За свою карьеру Джексон снялся в таких фильмах и телесериалах как «Дочь Райана» (1970), «Барри Линдон» (1975), «Немой свидетель» (1997), «Максимум практики» (1995) и «Детектив Джек Фрост» (1994—2002).
Бэрри Джексон умер 5 декабря 2013 года дома в северной части Лондона в окружении своей семьи.